# حسين محمد تقي بحر العلوم
السيّد حسين بن محمد-تقي بن حسن بحر العلوم الطباطبائي (1928 - 20 يونيو 2001) فقيه جعفري وشاعر عربي عراقي من أهل القرن العشرين الميلادي/الرابع عشر الهجري. ولد في النجف في عائلة حسنية ونشأ بها على والده العالم. دخل مدرسة منتدى النشر سنة 1939 وقرأ فيها مقدماته على علي ثامر ومحمد تقي الإيرواني وغيرهم. ثم قرأ سطوحه فقهاً وأصولاً على عدة علماء عصره وحضر الأبحاث العالية على الموسوي البجنوردي وأبو القاسم الخوئي ومحسن الحكيم حتى تخرج عليهم. أسس مكتبا عاما في جامع الطوسي بالنجف وصار إمام الجامع فيها بمكان والده، ومدرساً وطبع رسالته العلمية ويعد من مراجع الشيعة في الربع الأخير من القرن الرابع عشر الهجري. نظم الشعر وأبدع فيه وله مجموعات شعرية وله أيضاً شروح وتعليقات. توفي في النجف ودفن فيها.

## سيرته
هو السيّد حسين بن محمد تقي بن حسن بن إبراهيم بن حسين بن رضا بن محمد مهدي بحر العلوم، وينتهي نسبه إلى إبراهيم الملّقب طباطبا بن إسماعيل الديباج بن إبراهيم الغمر بن الحسن المثنّى بن حسن بن علي. ولد في النجف سنة 1928 م/ 1347 هـ ودخل مدرسة منتدى النشر - الابتدائية والثانوية والكلية - وتخرج في كلية منتدى النشر على اساتذتها العلماء منهم محمد رضا المظفر وعلي ثامر ومحمد الشريعة ومحمد تقي الإيرواني فكانت دراسته العالية فيها في علوم العربية والمنطق والمعاني والبيان والعروض وعلم الفقه والأصول وعلم الكلام والتاريخ والأدب وعلم الأخلاق وغيرها من عامة العلوم الإسلامية.

من أساتذته أبوه السيد محمد تقي، محمد تقي الجواهري، أبو القاسم الطهراني، محمد الحسيني الروحاني، محمد أمين زين الدين، مجتبى اللنكراني، علي الفلسفي، أحمد الأشكوري، حسن اليزدي، عبد الحسين الرشتي، محمد طاهر آل راضي، حسن الموسوي البجنوردي، باقر الزنجاني، محسن الطباطبائي الحكيم، أبو القاسم الخوئي.

وفي سنة 1947 تخرج من مدرسة منتدى النشر. فبقي يواصل دراسته في جامعة النجف الكبرى وبعد ذلك حضر البحوث العالية من علم الأصول والفقه على والده محمد تقي بحر العلوم، محسن الحكيم، أبو القاسم الخوئي وغيرهم. وكتب لهم مجموعة محاضراتهم في الفقه والأصول. ثم تصدر لتدريس العلوم الإسلامية والأدب في جامعة النجف.

توفي في النجف في 29 من ربيع الأوّل 1422 /20 يونيو 2001 ، ودُفن فيها.

## مؤلفاته
له شرح على التبصرة للعلّامة الحلّي وعلى المنظومة لجدّه الأعلى محمّد مهدي بحر العلوم، وشروح على دواوين محمد مهدي بحر العلوم، حسين بحر العلوم وإبراهيم بحر العلوم، وله تقريرات بحث والده وتقريرات بحث الخوئي في الأُصول وتعليقة على شرح التجريد للعلّامة الحلّي. وله أيضاً دراسة عن جعفر الطيّار ووجيزة الأحكام من رسالته العلمية. من مؤلفاته:
- أدب الطف
- ديوان شعر.
- الجهاد في الإسلام
- زورق خيال، ديوان شعر
- رياض وجميلة، مسرح شعرية